# Edward Walter Perera
 (janvier 2019).
Edward Walter Perera (11 décembre 1875 - 15 février 1953) était un avocat, homme politique et combattant de la liberté de Ceylan (Sri Lanka).  Il était connu comme le "lion de Kotte " et était une figure éminente du mouvement indépendantiste sri-lankais et un sénateur . 

## Petite enfance et éducation
Né le 11 décembre 1875 à Unawatuna , Galle , Edward Francis Perera, surveillant de Colombo.  Élevé comme un chrétien dévoué, Perera a fait ses études au Collège royal de Colombo et a été le premier éditeur du magazine du Collège royal.  Il a été rédacteur en chef du journal Examiner jusqu'à son admission au barreau en mai 1900.  Parti en Angleterre pour poursuivre ses études, il devint avocat en 1909.  Perera a été membre de la première députation réformée en 1910. 

## Rôle dans le mouvement d'indépendance
Au cours de la Première Guerre mondiale , en 1915, des rivalités ethniques / commerciales éclatèrent dans une émeute à Colombo contre les musulmans. Les chrétiens y participaient autant que les bouddhistes.  Craignant un soulèvement, le gouverneur britannique inexpérimenté de Ceylan, Sir Robert Chalmers, déclara la loi martiale le 2 juin 1915 et, sur l'avis de l'inspecteur général de la police, Herbert Dowbiggin commença une répression brutale de la communauté cinghalaise en donnant l'ordre à la police et à l'armée de tirer quiconque est considéré comme un émeutier sans procès, il est dit que le nombre de Cinghalais tués de cette manière était de plusieurs milliers. [réf. nécessaire] De nombreux dirigeants locaux, parmi lesquels DS Senanayake , le DR Wijewardena , Arthur V. Dias , le Dr Cassius Pereira, le Dr WA de Silva , le FR Dias Bandaranaike, MM . Amarasuriya , AH Molamure où il a été emprisonné et le capitaine DEHenry Pedris , commandant de la milice, ont été abattus pour la mutinerie. 

## Carrière politique
Il était membre du Conseil législatif - d'abord en tant que membre de la division BH de la province occidentale (1920), puis représentant du district de Kalutara (1924).  En tant que président du Congrès national de Ceylan , il dirigea sa délégation devant la commission Donoughmore en 1926/27.  Sincère à ses convictions, il s'oppose à l'octroi du suffrage universel pour adultes et rompt avec ses collègues du Congrès.  Il s’agit pour la liberté totale et forme l’Association libérale Tout-Ceylan avec Sir James Peiris .  Cependant, il a été élu membre du Conseil d'État pour le siège de Horana (1931) à la majorité de 12 432 voix.  Il était un érudit et a écrit plusieurs livres.  Il est décédé le 15 février 1953 à l'âge de 79 ans. 